# Mateusz Lachowski
Mateusz Lachowski (ur. 10 stycznia 1992) – polski dziennikarz, reżyser i korespondent wojenny. Współpracował z TVN24, Polsat News oraz Newsweek Polska. Reporter programu 19.30 TVP.

## Życiorys
Pochodzi ze Strzyżowa. W 2008 r. ukończył gimnazjum im. Stanisława Staszica w Hrubieszowie, a w 2011 r. ukończył I Liceum im. Stanisława Staszica w Lublinie. W 2012 r. ukończył roczne Policealne Studio Aktorskie Lart Studio. W tym samym roku rozpoczął studia na Wydziale Prawa Uniwersytetu Jagiellońskiego, które ukończył z tytułem magistra prawa. W latach 2014–2015 na tej samej uczelni studiował również politologię ze specjalizacją dziennikarską. W latach 2017–2019 studiował reżyserię w Państwowej Wyższej Szkole Filmowej, Telewizyjnej i Teatralnej w Łodzi w ramach czego wyreżyserował trzy etiudy studenckie i uczestniczył w produkcji dwóch innych.

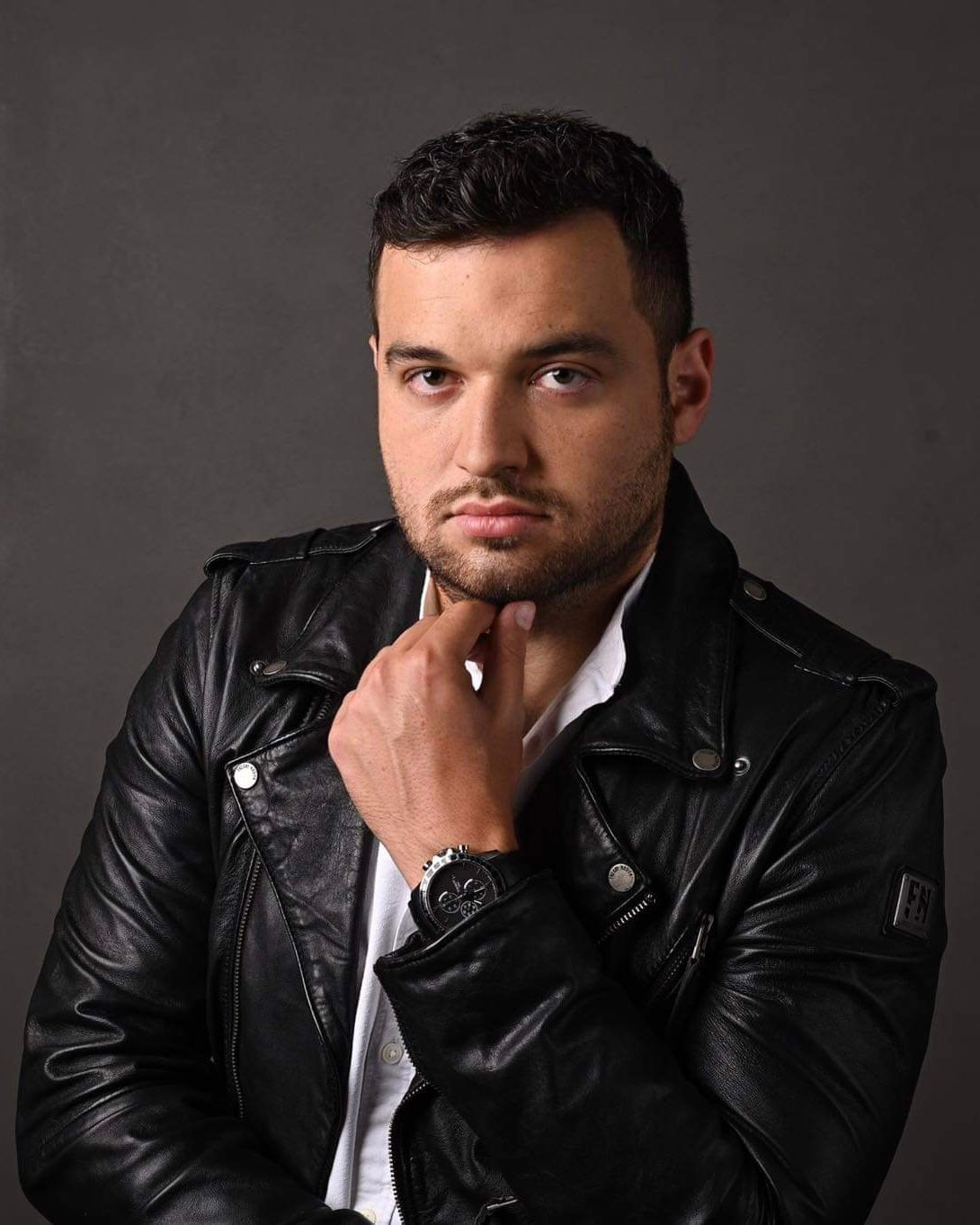
Mateusz Lachowski

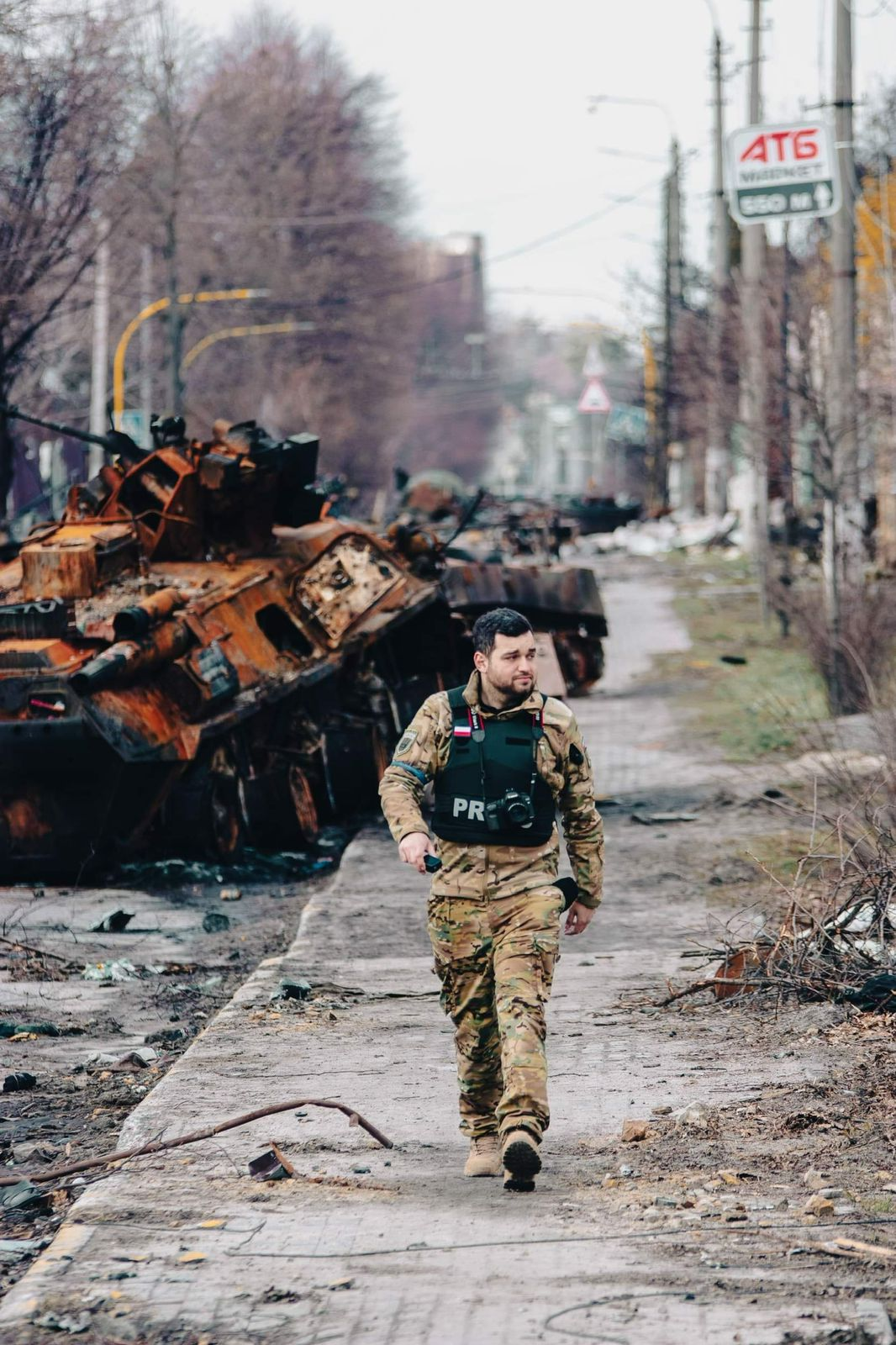
Mateusz Lachowski (Bucza, 2022)

## Kariera
Prowadzi kanał z reportażami i wywiadami „Korespondent PL” na platformie YouTube, który 2 listopada 2024 subskrybowało ok. 179 tys. użytkowników. Na kanale znajdują się reportaże z miejsc konfliktów wojennych – przede wszystkim z wojny na Ukrainie, Bliskiego Wschodu oraz komentarze bieżące spraw związanych z geopolityką. Gośćmi na jego kanale byli m.in. Jacek Bartosiak, Jarosław Wolski, profesor Antoni Dudek, płk Piotr Lewandowski, Piotr Zychowicz, Krystyna Kurczab-Redlich.

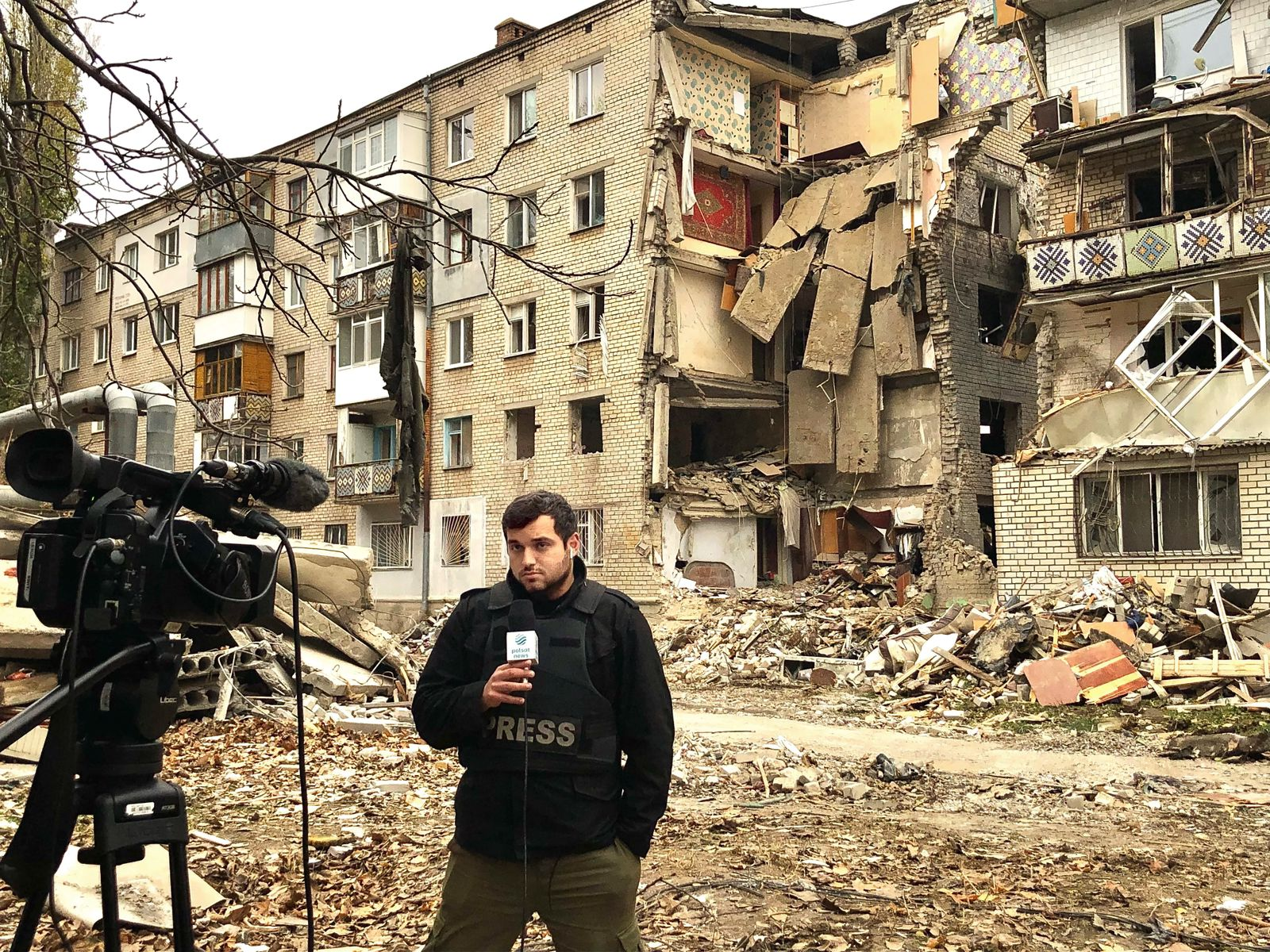
Mateusz Lachowski (Mikołajów, 2023)

Zdobył nagrody za najlepszy film i reżyserię na młodzieżowym Unia Film Festival w 2011 roku. W trakcie nauki w Łódzkiej Szkole Filmowej wyreżyserował kilka filmów krótkometrażowych. Był też II reżyserem na planie dwóch filmów pełnometrażowych. Dla TVP wyreżyserował też dwa odcinki historycznego serialu telewizyjnego „Niezłomni”. Nominowany do Telekamer 2023 w kategorii „informacje”. 
Od 24 lutego 2022 r. relacjonował na miejscu inwazję Rosji na Ukrainę, m.in. masakrę w Buczy. Współpracował z TVN24, Radiem Zet, Super Expressem, RMF FM, Vogue Polska. Od lipca 2022 r. do października 2023 r. był stałym korespondentem Polsat News z placówką w Kijowie. Informował z miejsca wydarzeń m.in. o wyzwoleniu Chersonia i upadku Bachmutu. Udzielał wywiadów m.in. dla Dzień dobry TVN, magazynu Viva! i Gazety Wyborczej. Jest autorem reportaży wojennych wyemitowanych w Newsweek Polska oraz w Polsat News, takich jak „Anioły Bachmutu”. We wrześniu 2022 r. znalazł się na okładce magazynu Press. W październiku i listopadzie 2023 r. relacjonował wojnę Izraela z Hamasem. Przebywał wtedy w Izraelu, Autonomii Palestyńskiej i na obrzeżach Strefy Gazy. 21 grudnia 2023 r. rozpoczął pracę dla Telewizji Polskiej jako reporter programu 19.30.

## Życie prywatne
Ma siostrę Julię (ur. 2000), finalistkę Miss Polonia 2025.

## Publikacje
- Mateusz Lachowski w relacji z Kijowa: Dziewięć godzin w kolejce do sklepu – dla magazynu Vogue.
- Lista artykułów przygotowanych przez Mateusza Lachowskiego dla tygodnika Newsweek.
- Wypadek polskiej kolumny, o którym nikt nie miał usłyszeć. Milczenie rządu i Ukrainiec zostawiony sam sobie – dla WP.PL

## Filmografia

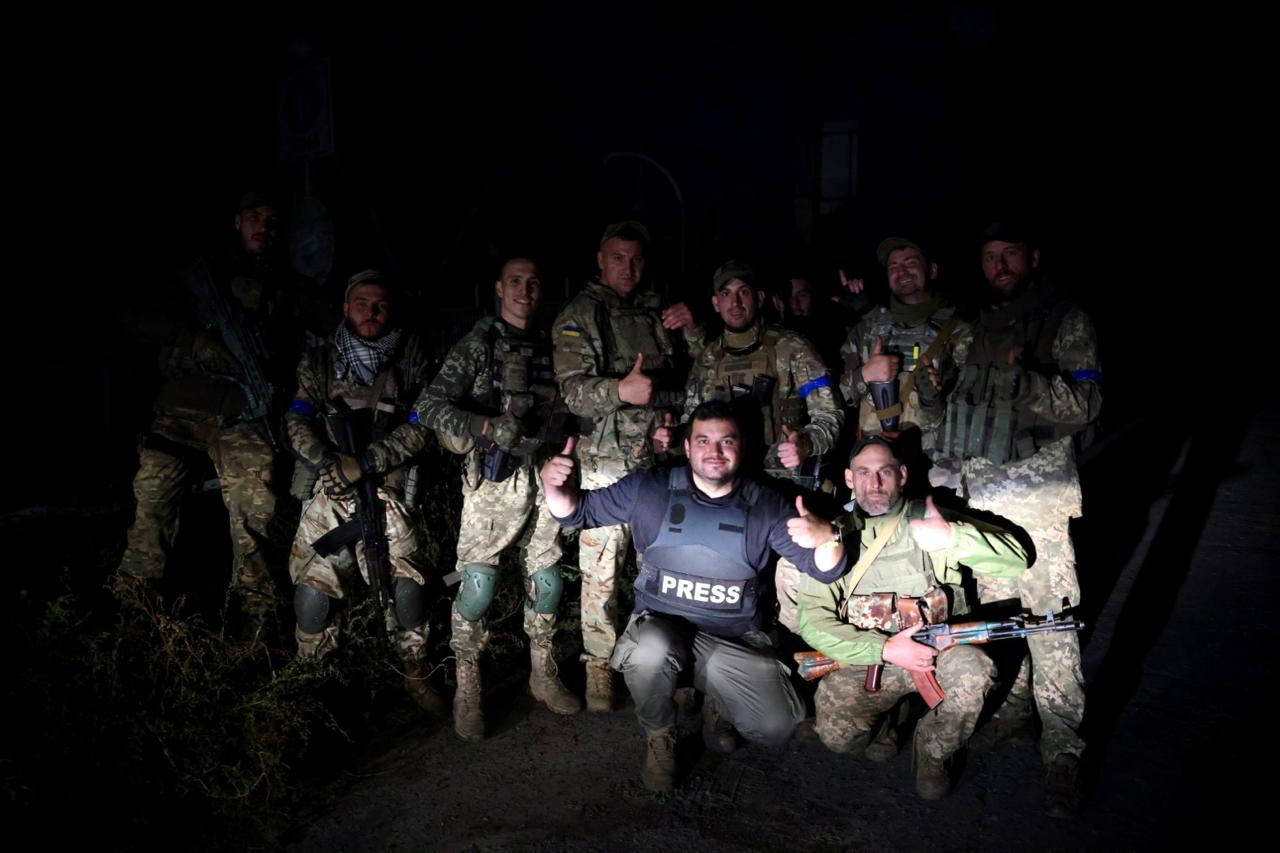
Mateusz Lachowski wraz z żołnierzami ukraińskimi (okolice Izium, 2022)

- 2018: Moje dobre życie – film dokumentalny o młodych rodzicach; etiuda szkolna[41]
- 2018: Powrót do domu – film fabularny, krótkometrażowy; etiuda szkolna[41]
- 2020: Żelazne numery – dokument o sanitariuszach przygotowujących się do wojny we wschodniej Ukrainie[42]
- 2020: Różne drogi do świętości jako drugi reżyser w filmie Anieli Gabryel[41]
- 2021: Biały Potok jako drugi reżyser w filmie Michała Grzybowskiego[41]

## Nagrody
- 2022 – Nagroda Dziennikarz Obywatel przyznana przez Towarzystwo Dziennikarskie[43]
- 2022 – III miejsce w konkursie na Dziennikarza Roku Grand Press[44]
- 2022 – Wyróżnienie Radia ZET im. Andrzeja Woyciechowskiego[45]
- 2023 – Laureat nagrody Stowarzyszenia Dziennikarzy RP „Zielony Prus” w kategorii Młody Dziennikarz[46]
- 2023 – Medal „Lublin Bohaterom” odebrany z rąk Prezydenta Miasta Lublina Krzysztofa Żuka[47]
- 2023 – Nominacja do Telekamery 2023 w kategorii informacje[14].